# Coupe du Sultan Hussein de football
 (février 2025).
La Coupe du Sultan Hussein est la toute première compétition locale de football égyptien, précédant même la Coupe d’Égypte et le Championnat du Caire. Elle avait lieu de 1917 à 1938.
Le club d'Al-Ahly SC est le plus titré de cette compétition avec sept victoires.

## Histoire
La Coupe du Sultan Hussein est une ancienne compétition de football en Égypte. C'est en 1916 qu'on proposa l'idée d’établir une sorte de championnat local de football dans le sultanat d'Égypte. La première ligue qui fut donc créée inclut alors des équipes égyptiennes ainsi que des équipes des forces alliées, comme les Britanniques.
La compétition fut alors nommée en l'honneur du sultan de l'époque Hussein Kamal.
Le Zamalek SC avait participé dès le lancement de la compétition, en signe de résistance aux Britanniques et comme un moyen d'affirmer la présence égyptienne dans le sport. En 1918, Al-Ahly décide aussi de prendre part à la compétition.

## Palmarès
- 1917 : ASFA Britannique
- 1918 : ASFA Britannique (2)
- 1919 : ASFA Britannique (3)
- 1920 : ASFA Britannique (4)
- 1921 : Zamalek SC
- 1922 : Zamalek SC (2)
- 1923 : Al Ahly SC
- 1924 : AS Hadid
- 1925 : Al-Ahly SC (2)
- 1926 : Al-Ahly SC (3)
- 1927 : Al-Ahly SC (4)
- 1928 : Tersana SC
- 1929 : Al-Ahly SC (5)
- 1930 : Tersana SC (2)
- 1931 : Al-Ahly SC (6)
- 1932 : Port Foad SC
- 1933 : Al-Masry SC
- 1934 : Al-Masry SC (2)
- 1935 : Al-Ittihad ACE
- 1936 : AS Hadid
- 1937 : Al-Masry SC (3)
- 1938 : Al-Ahly SC (7)

## Bilan
- Al Ahly SC:
  - 7 titres
- ASFA Britannique:
  - 4 titres
- Al-Masry Club:
  - 3 titres
- Zamalek SC, Tersana SC & Al Sekka Al Hadid:
  - 2 titres
- Port Foad & Ittihad Alexandrie:
  - 1 titre